# António Arroio
António José Arroio (Porto, 19 de Fevereiro de 1856 — Lisboa, 25 de Março de 1934), mais conhecido por António Arroio ou António Arroyo, foi um engenheiro, político, crítico de arte e professor que, para além da sua carreira técnica como engenheiro, foi autor de obras sobre literatura, música e artes plásticas. Destacou-se como promotor em Portugal do ensino técnico e das artes aplicadas.

## Biografia
António José Arroio nasceu na cidade do Porto, no seio de uma família ligada ao meio artístico, filho do compositor e músico espanhol José Francisco Arroio, primeiro director do Teatro Nacional São João, do Porto, e irmão do político João Marcelino Arroio e de José Diogo Arroio, este também músico e cantor, doutorado em Química pela Universidade de Coimbra, político e professor catedrático de Química Inorgânica e director da Faculdade de Ciências da Universidade do Porto.
Arroio concluiu em 1878 o curso de Engenharia na Academia Politécnica do Porto. Terminado o curso, empregou-se nas obras de construção dos caminhos-de-ferro da Beira Baixa, da Beira Alta, do Sul e do Sudoeste. Transitou depois para o Ministério das Obras Públicas, no qual, entre 1881 e 1890, foi encarregado dos serviços de inspecção e recepção de material adquirido no estrangeiro. Durante este período viajou por várias cidades europeias e fixou durante vários anos residência em Bruxelas.
Em 1890 foi nomeado inspector do Ensino Elementar Industrial e Comercial, cargo que manteve até 1926. Passou então a interessar-se pelo ensino comercial e industrial e em particular pelo ensino das artes e ofícios. Foi sócio fundador da Liga de Educação Nacional. Foi eleito deputado às Cortes pelo círculo de Paredes na lista do Partido Regenerador em 1890.
Após a implantação da República em 1910, envolveu-se nas discussões públicas relativas aos novos símbolos nacionais: foi autor de uma das propostas rejeitadas para a nova bandeira, e defendeu a adoção do Hino da Maria da Fonte como novo hino nacional.
Em 1926 foi nomeado vogal do Conselho Superior de Obras Públicas, cargo que exerceu até à sua aposentação em 1928.
Foi vogal da Comissão Portuguesa na Exposição Universal de 1900, realizada em Paris, e para além da sua actividade como engenheiro, manteve intensa actividade como conferencista e como crítico de arte, dedicando-se a géneros tão distintos como a música, a literatura, a pintura e a escultura.
Colaborou em diversas publicações periódicas das quais se destacam as revistas A Arte Musical (1898-1915), Serões (1901-1911), Brasil-Portugal  (1899-1914), Revista do Conservatório Real de Lisboa (1902), A Farça (1909-1910), Atlântida  (1915-1920) Pela Grei (1918-1919) e Homens Livres (1923).
Quando António Arroio faleceu em 1934, foi atribuído o seu nome à então recém-criada Escola Industrial António Arroio de Artes Aplicadas.

## Obra publicada
António Arroio é autor de uma vasta obra publicada, entre a qual se destaca:
- José Viana da Mota (1896);
- Notas sobre Portugal (1908-1909);
- A Orquestra Filarmónica de Berlim (1908);
- O Canto Coral e a Sua Função Social (1909);
- O Ensino Industrial como Elemento Intensificador da Produção (1917).
- Singularidades da Minha Terra (na Arte e na Mística). Porto: Renascença Portuguesa, 1917.